# دکترین بوش

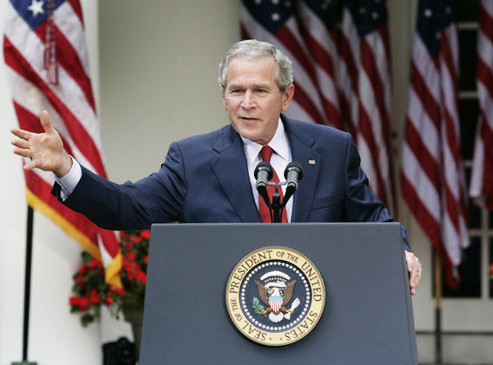
President Bush makes remarks in 2006 during a press conference in the Rose Garden about Iran's nuclear ambitions and discusses North Korea's nuclear test

دکترین بوش به اصول چندگانه و مرتبط سیاست خارجی رئیس‌جمهور چهل و سوم ایالات متحده، جورج دبلیو بوش، اشاره دارد. این اصول شامل یک‌جانبه‌گرایی، جنگ پیشگیرانه و تغییر رژیم می‌باشد.
چارلز کراوت‌همر برای اولین بار در ژوئن ۲۰۰۱ این عبارت را برای توصیف "خروج یک‌جانبه از پیمان ABM و رد پروتکل کیوتو" توسط دولت بوش به کار برد. پس از حملات ۱۱ سپتامبر، این عبارت سیاستی را توصیف می‌کرد که طبق آن ایالات متحده حق دارد خود را در برابر کشورهایی که به گروه‌های تروریستی پناه می‌دهند یا کمک می‌کنند، تأمین کند، که برای توجیه حمله به افغانستان در سال ۲۰۰۱ استفاده شد. اصول دکترین بوش به شدت با تصمیم دولت بوش برای حمله به عراق در سال ۲۰۰۳ مرتبط شد.
تحلیل‌گران مختلف معانی مختلفی به دکترین بوش نسبت داده‌اند. این عبارت برای توصیف عناصر سیاست خاصی، از جمله استراتژی "حملات پیشگیرانه" به عنوان دفاع در برابر تهدید فوری یا تهدید آینده ادراک شده برای امنیت ایالات متحده، به کار رفته است. این اصل سیاست به‌ویژه در خاورمیانه برای مقابله با سازمان‌های تروریستی بین‌المللی و توجیه حمله به عراق اعمال شد.
به طور کلی، دکترین بوش نشان‌دهنده تمایل به دنبال کردن منافع اقتصادی ایالات متحده به صورت یک‌جانبه بود. برخی از این سیاست‌ها در متنی از شورای امنیت ملی با عنوان استراتژی امنیت ملی ایالات متحده که در ۲۰ سپتامبر ۲۰۰۲ منتشر شد، کدگذاری شده بودند.
عبارت "دکترین بوش" به ندرت توسط اعضای دولت بوش استفاده می‌شد. با این حال، این عبارت حداقل یک بار توسط معاون رئیس‌جمهور دیک چینی در سخنرانی ژوئن ۲۰۰۳ به کار رفت که در آن گفت: "اگر امروز کسی در جهان به جدیت دکترین بوش شک دارد، من او را تشویق می‌کنم که به سرنوشت طالبان در افغانستان و رژیم صدام حسین در عراق توجه کند."

## استراتژی امنیت ملی ایلات متحده
استراتژی امنیت ملی ایالات متحده دکترین بوش در سندی به نام استراتژی امنیت ملی ایالات متحده که در ۱۷ سپتامبر ۲۰۰۲ منتشر شد، مشخص شده است. این سند اغلب به عنوان بیانیه قطعی دکترین ذکر می‌شود.
در به‌روزرسانی سال ۲۰۰۶، این سند بیان می‌کند:
محیط امنیتی که ایالات متحده امروز با آن مواجه است، به‌طور رادیکالی متفاوت از آنچه قبلاً با آن روبرو بوده‌ایم، است. با این حال، وظیفه اول دولت ایالات متحده همان چیزی است که همیشه بوده است: حفاظت از مردم آمریکا و منافع آمریکایی. این یک اصل پایدار آمریکایی است که این وظیفه، دولت را موظف می‌کند با استفاده از همه عناصر قدرت ملی تهدیدها را پیش‌بینی و قبل از اینکه تهدیدها بتوانند آسیب جدی وارد کنند در برابر آنها مقابله کند. هرچه تهدید بزرگ‌تر باشد، خطر عدم اقدام نیز بیشتر است - و مورد قانع‌کننده‌تری برای اقدام پیشگیرانه برای دفاع از خود وجود دارد، حتی اگر عدم قطعیت در مورد زمان و مکان حمله دشمن باقی بماند. تهدیدات کمی بزرگ‌تر از یک حمله تروریستی با سلاح‌های کشتار جمعی وجود دارد. برای جلوگیری یا پیشگیری از چنین اقدامات خصمانه توسط دشمنان ما، ایالات متحده در صورت لزوم، پیشگیرانه در استفاده از حق ذاتی خود برای دفاع از خود اقدام خواهد کرد. ایالات متحده در همه موارد از زور برای پیشگیری از تهدیدهای نوظهور استفاده نخواهد کرد. ترجیح ما این است که اقدامات غیرنظامی موفق شوند. و هیچ کشوری نباید از پیشگیری به عنوان بهانه‌ای برای تجاوز استفاده کند.